# محمية الظليمة
افتتحت محمية الظليمة في السابع من مارس 2007، تقع المحمية الطبيعية في منطقة البطائح على طريق الشارقة الذيد- الإمارات العربية المتحدة، وبالتحديد إلى الشرق من التقاطع 12. تقدر مساحتها بنحو 1.9 كيلومتر مربع.

## تسميتها
يعود سبب تسمية محمية الظليمة في الشارقة بهذا الاسم كونها مظلمة في النهار نظراً لتواجد الأشجار الكثيفة شاهقة الارتفاع، وأغلبيتها من نوع «الغاف» المعروف والمميز في المنطقة و وتقاربها الشديد من بعضها البعض، ما يمنع دخول الشمس إليها. تعمل المحمية على توفير بيئة جغرافية وطبيعية تحتضن حيزاً مقدراً من الحياة البرية والفطرية هناك.

## البيئة
تعتبر محمية الظليمة واحدة من أهم نظم الحياة البرية في منطقة البطائح وإمارة الشارقة، توفرالمحمية البيئة الملائمة للنباتات والحيوانات المهددة بالانقراض، إضافة إلى أنها ملجأ للعدد من الحيوانات.
تتضمن محمية الظليما في الشارقة أنواعاً عديدة من الحيوانات البرية نذكر منها غزلان الريم النادرة المهددة بالانقراض، والمها العربي المهدد بالانقراض، وقد تم إطلاقها في المحمية للعيش فيها بحرية ودون قيود.
تعمل المحمية على توفير المأوى الطبيعي لعدد من الحيوانات التي تعيش في المنطقة بكامل الهدوء، مثل: الثعالب، والزواحف، مثل: الثعابين، وأشهرها «حية الرمل»، التي تعد أطول حية برية، بالإضافة إلى سمكة الرمل التي تعيش تحت سطح الرمال في المحمية وأنواع مختلفة من العقارب، ، يتواجد أيضا في المحمية القنفذ الإثيوبي، كما أنها ملجأ لعدد من الطيور.
كما للمحمية أهمية بيئية حيث أن المحافظة على النباتات ذات الخصوصية في المنطقة تساعد على تثبيتها للتربة، حتى لا تتعرض لعوامل التعرية والانجراف.

## وصلات خارجية
فيديو عن محمية الظليمة